# 't Look
 't Look is een woonwijk in de Nederlandse gemeente Veldhoven. De wijk ligt ten noorden van Zonderwijk, en ten westen van Cobbeek.
't Look is in de jaren 70 van de twintigste eeuw gebouwd. De straten in de wijk zijn vernoemd naar oude beroepen uit het boek Het Menselyk Bedryf van Jan Luyken en zijn zoon Casper..

## Bouw van de wijk
De aanleg van de nieuwe woonwijk 't Look was al onderdeel van een structuurplan uit 1958. In 1966 werden deze plannen verder uitgewerkt. Hoewel het aanvankelijk de bedoeling was om al in 1968 te beginnen met de bouw, werd pas in 1970 het bestemmingsplan 't Look goedgekeurd door Gedeputeerde Staten. Er werden 1150 woningen gebouwd in het gebied, dat voorheen vrijwel geheel bedekt was met akkers. Het eiken- en dennenbos in het noordwesten van de wijk werd gespaard. Aan de oostzijde werd een kleinschalig winkelcentrum gerealiseerd.
Hoofdplaats: Veldhoven

Buurtschappen: Berkt · Halfmijl · Heers · Hoogeind · Scherpenering · Schoot · Toterfout · Vliet · Zandoerle · Zittard

Voormalige gemeenten: Oerle · Veldhoven en Meerveldhoven · Zeelst

Noord-Brabant: Steden en dorpen      Nederland: Provincies · Gemeenten